# ブラックマジック M-66
『ブラックマジック M-66』（ブラックマジック マリオ シックスティシックス）は、士郎正宗の初期作品集『ブラックマジック』中の1編「BOOBY TRAP」を元にしたOVA。1987年6月28日にエモーションより発売された。
タイトルになっている「M-66」とは、自律型機動歩兵の事。
「BOOBY TRAP」を原作としているが、軍の戦闘用アンドロイドが逃走して市街地で特殊部隊と戦うという物語の大筋以外は大幅に変更されている。主人公は原作には登場しない女性ジャーナリストのシーベルとなり、リチャード、フェリス、Dr.スレイドといったキャラクターたちもOVAで新たに設定されたもの。
監督は、原作者の士郎正宗とアニメーターの北久保弘之が共同で務めた。クレジットされている役職は、士郎が「原作・監督・脚本・絵コンテ」で、北久保が「監督・構成・キャラクターデザイン」である。作画監督を沖浦啓之、メカニック作画監督を吉田徹が担当。作画の主力はアニメアールとアトリエ戯雅が担い、宇都宮智（現・うつのみや理）や大平晋也といったメンバーも、原画として参加している。
アニメ未経験である士郎が宮崎駿の『風の谷のナウシカ』の絵コンテ集を参考に初の絵コンテを描き、それをもとに北久保がアニメの実制作を担当した。士郎の絵コンテには彼の漫画と同様、枠外に箇条書きのメモがたくさん書かれていた。しかし、演出を後の作業者に任せるため、設定的な説明以外は敢えて必要最低限の情報しか描き込んでいなかった。その後、北久保は自分がやったことは「現場監督」だと言い、士郎はアニメ監督としての仕事のほとんどは北久保が行ったと言っている。
士郎は後に、朝鮮半島の南北対立をモデルにした背景設定を巡って一部スタッフと軋轢があった事を明かしている。

## あらすじ
軍のヘリが墜落。輸送中だった2体の新型対人自動歩兵M-66が動き出し、人々を襲い始める。軍の特殊部隊が極秘裏に回収を試み、郊外で自爆した1体を捕獲するが、もう1体は取り逃がしてしまう。その後、M-66の試験プログラムには開発者の孫娘フェリスを標的として仮入力したデータが残されたままであることが判明。M-66は彼女の命を狙い、追ってきた軍人たちを蹴散らしていく。スクープを狙ってこの事件を追っていた女性ジャーナリスト・シーベルは、成り行きからM-66からフェリスを守ることになる。

## 登場人物
シーベル
声 - 榊原良子
フリーの名もないジャーナリスト。軍の緊急出動を嗅ぎつけて取材を開始するが、その後フェリスを追ってM-66との死闘に巻き込まれる。
ナラ・フェリス
声 - 横山智佐
Dr.マシューの孫娘。起動テストの暗殺対象データとしてM-66に個人情報を入力されたため、暴走したM-66に命を狙われる。
Dr.マシュー
声 - 永井一郎
ロボット工学の権威でM-66の開発者。後作『アップルシード』等でもマッドサイエンティストとして登場。
Dr.スレイド
声 - 辻村真人
Dr.マシューの同僚。本作ではマシューと組むが後作『アップルシード』では敵として登場する。
リチャード・リーキー
声 - 水島裕
フリーの報道カメラマン。ネタ欲しさにシーベルと行動を共にする。
アーサー少佐
声 - 小川真司
特殊部隊の指揮官。当初は「戦闘能力をもった機密ロボットの回収」という任務でM-66シリーズを追うが、M-66シリーズが暗殺作戦行動中と知り、そのまま捕獲とフェリスの保護を指揮することになる。原作コミックでは若い冷静な大尉であったが本作では中年の少佐に設定が変更されている。
リコー
声 - 曽我部和恭
特殊部隊分隊長、アーサー少佐の部下で彼の右腕を務める。ネグロイド。
ロジャー
声 - 若本紀昭
特殊部隊分隊長、アーサー少佐の部下で右目に眼帯をしている。フェリスの保護を担当する。
ナカムラ
声 - 頓宮恭子
特殊部隊分隊長、アーサー少佐の部下。M-66の捕獲を担当する。
パコ
声 - 塩屋浩三
特殊部隊隊員、アーサー少佐の部下。M-66をトラップで追い詰めることに成功したが一瞬の油断で取り逃がしてしまう。

## スタッフ
- 製作 - 株式会社ネットワーク、株式会社ムービック
- 企画 - 滝口雍昭、高橋豊
- 原作 - 士郎正宗（青心社『ブラックマジック』）
- 監督・脚本・絵コンテ - 士郎正宗
- 監督・構成・キャラクターデザイン - 北久保弘之
- プロデューサー - 加藤長輝、浅沼誠、三浦亨、内山秀二
- 作画監督 - 沖浦啓之
- メカニック作画監督 - 吉田徹
- 美術監督 - 本田修（獏プロ）
- 撮影監督 - 小山信夫（ラッキーモア）
- 音響監督 - 本田保則（アーツプロ）
- 音楽 - 片柳譲陽
- オリジナルアルバム『ブラックマジック M-66』
- イメージソング「FINALLY」
  - 作詞 - 阿部孝夫　
  - 作曲 - 黒住憲五
  - 編曲 - 天野正道
  - 歌 - 北原優紀（東芝EMI）
- 原画 - 
  - アニメアール、吉田徹、浜川修二郎、貴志夫美子、柳沢まさひで、逢坂浩司、黄瀬和哉、谷口守泰、毛利和昭、寺田浩之、沖浦啓之
  - アトリエ戯雅、宇佐美皓一、岩瀧智、所智一、小曽根正美、さとうけいいち、仲盛文
  - 林宏樹、田中正弘、うつのみや理、橋本皓一、清水義治、大平晋也
  - （ノンクレジット）山本佐和子、森山ゆうじ、市川吉幸
- 動画チェック - 横田智則、鮑智行、小川瑞恵
- 動画 - 
  - 小川瑞恵、光岡玲子、吉本拓二、能地清、木村貴宏、藤井満
  - 岡田正和、柳下雅司、宮元忠男、桑原敏昌、桜美勝志、中村智津子、館山富美子、田辺寿子
  - スタジオロッド、スタジオNOA ウォンバット、スタジオ絵夢、スタジオどんぐり
- 色指定 - 石田幸恵
- 検査 - 大月結里枝、渡辺代利子
- トレス・マシン - 東風谷弘子
- リスワーク - マキ・プロ
- 特殊効果 - 榊原豊彦（ライトマジック）
- 仕上 - (株)AIC、ニュースタープロダクション、葦プロダクション、スタジオMAC、スタジオNコン、NVC
- 背景 - 獏プロダクション、本田利恵、西村康浩、中原英統、松浦裕子
- 撮影 - (株)ラッキーモア、岡崎英夫、大地丙太郎、伊藤真司、影山篤司
- 編集 - 西出栄子
- 制作デスク - 八重垣孝典、奥村友規
- 宣伝担当 - 沖貴子（ネットワーク）
- タイトル - マキ・プロ
- 音響効果 - スワラプロ、神保大介、須藤輝義
- 調整 - 成清量
- 録音 - 小原吉男、佐藤進
- 録音助手 - 西沢規夫
- 録音スタジオ - 整音スタジオ
- 音響制作 - アーツプロ
- 製作 - 株式会社アニメイトフィルム、株式会社AIC

## 関連書籍
- ブラックマジックM66 絵コンテ集（1986年12月20日発行、青心社）ISBN 4-915333-30-2
- ブラックマジック M-66 B-CLUB FILM COMIC Vol. 1（1987年8月10日発行、バンダイ出版課）ISBN 4-89189-323-0
- 完全版資料集ブラックマジックM-66（1987年08月31日発行、ムービック）ISBN 4-943966-09-8